# Ocelot
L'ocelot (Leopardus pardalis) és una espècie de fèlid carnívor que es troba a Amèrica distribuït en nombroses subespècies.

## Etimologia
El nom ocelot prové de la paraula nàhuatl ōcēlōtl, que es fa servir generalment per referir-se al jaguar (Panthera onca) més que a l'ocelot.

## Taxonomia
El gènere Leopardus, al qual pertany l'ocelot, està format per nou espècies similars a l'ocelot, com són el gat de Geoffroy i el gat margay, les quals són també endèmiques de Sud-amèrica i Centreamèrica.

## Descripció

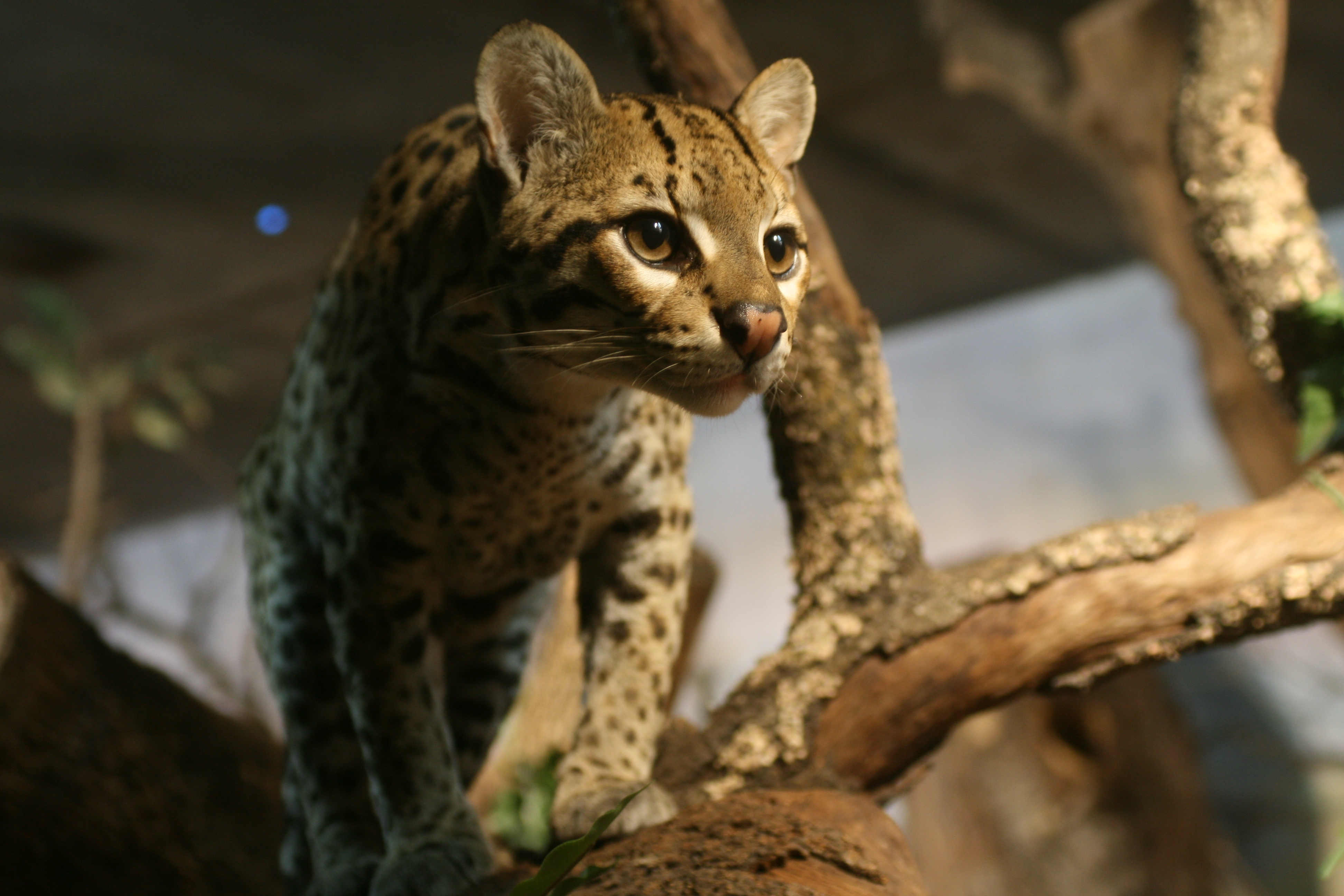
Ocelot a Faunia (Madrid)

L'ocelot té una mida que varia entre els 68 i 100 centímetres de longitud, més una cua que varia entre 26 i 45 centímetres. El seu pes oscil·la generalment entre 8 i 10 quilograms, tot i que s'han registrat individus més pesats, fet que fa que sigui l'espècie més grossa del gènere Leopardus. Té un pelatge suau, unes orelles arrodonides, i uns peus de les potes davanteres relativament grans. Malgrat les similituds amb el gat tigrat i el gat margay, els quals viuen a les mateixes regions, l'ocelot és més gran. A més, és el felí amb la temperatura del cos més baixa en repòs.
El patró del pelatge de l'ocelot és relativament variable, poden ser de qualsevol tonalitat entre el color crema i el marró vermellós, o de vegades gris, amb taques negres. En molts individus, algunes de les taques, especialment les de l'esquena, es barregen formant ratlles irregulars. El pèl és curt i més pàl·lid o blanc al ventre. També té una taca blanca anomenada ocel, a la part posterior de les orelles, dues línies negres a banda i banda del musell, i bandes negres a la cua.

## Hàbitat i distribució

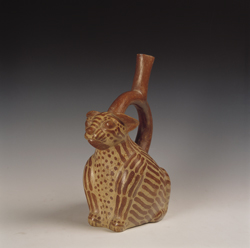
Figura representativa d'un ocelot. (vers 200 d.C.) de la col·lecció del museu Larco, a Lima, Perú

L'ocelot es troba distribuït per Sud-amèrica i el Centreamèrica i a Mèxic, encara que se l'ha vist a Texas i a Trinitat, al Carib. Els països on viu són: Argentina, Belize, Bolívia, Brasil, Colòmbia, Costa Rica, l'Equador, El Salvador, Guatemala, Guyana, Hondures, Mèxic, Panamà, el Paraguai, el Perú, Nicaragua, Surinam, Estats Units i Veneçuela. És probable que estigui extint a Uruguai.
Una vegada l'ocelot va viure als matollars de garriga d'estats nord-americans del golf de Mèxic, com Texas, Arizona, Louisiana i Arkansas. Als Estats Units, actualment només viu en petites àrees del sud de Texas i molt rarament a Arizona. El 7 de novembre de 2009, es va fotografiar un ocelot a les muntanyes del comtat de Cochise, a Arizona, fet que representa la primera prova verificable de la presència d'aquest felí a l'estat. El febrer de 2011, l'Arizona Game and Fish Department va confirmar que s'havia vist un altre ocelot a les muntanyes Huachuca, al sud d'Arizona.
Malgrat tot, la presència contínua de l'ocelot als Estats Units és qüestionable, com a resultat principalment de la introducció de gossos, dels trets dels ramaders, de la pèrdua d'hàbitat i de la introducció de les carreteres. Els joves ocelots mascles són freqüentment morts per cotxes, mentre es desplacen en la seva recerca d'un territori.
Els ocelots només viuen en zones amb cobertura de vegetació relativament densa, encara que ocasionalment poden caçar de nit a zones més obertes. Es troben en boscos tropicals, boscos espinosos, manglars i sabanes, en alçades fins als 1200 metres.

## Comportament

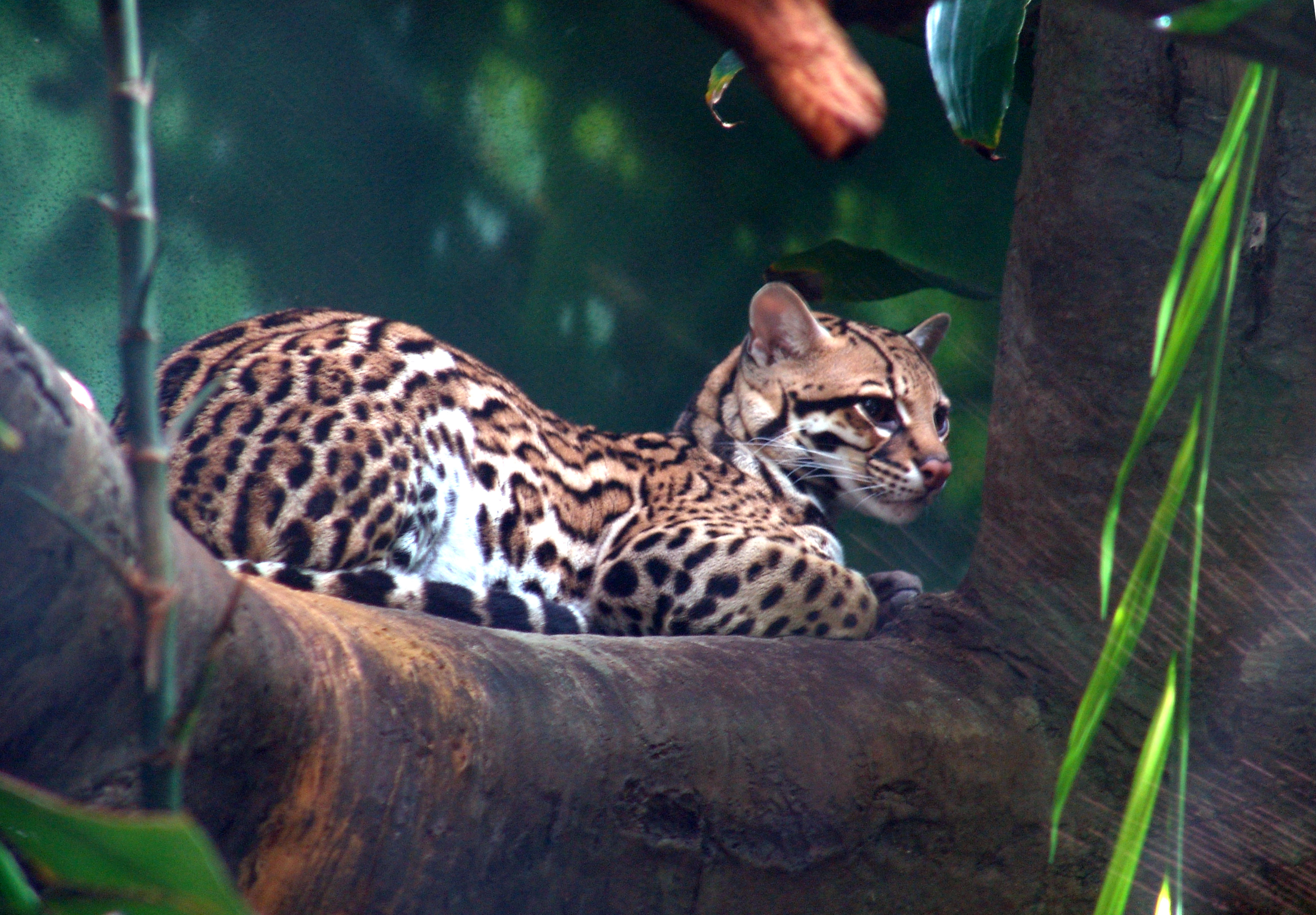
Un ocelot al zoo de Woodland a Seattle, Washington

L'ocelot és una espècie principalment nocturna i molt territorial, fins al punt de lluitar amb ferocitat, de vegades fins a la mort, durant les disputes territorials.
Marca el seu territori amb orina especialment aspre. Com la majoria dels felins és solitari, trobant-se generalment només per aparellar-se. No obstant això, durant el dia descansa als arbres o enmig de fullatge dens, i de tant en tant pot compartir el seu lloc amb un altre individu del mateix sexe. Els mascles ocupen territoris que abasten entre 3,5 i 46 km², mentre que les femelles ocupen territoris més petits que no se superposen, que ocupen una superfície entre 0,8 i 15 km². Els territoris són marcats ruixant orina i deixant fems en llocs prominents, que de vegades esdevenen latrines.

## Dieta
L'ocelot caça en un territori que arriba als 18 km², capturant principalment petits mamífers (cèrvids i diferents rosegadors), rèptils i amfibis (llangardaixos, tortugues i granotes), crancs, ocells i peixos. Gairebé la majora de les seves preses són molt més petites que el mateix ocelot, sent els rosegadors, els conills i els opòssums la major part de la seva dieta. Alguns estudis suggereixen que segueix i troba les preses a través de l'olor als camins, encara que també té una molt bona visió, fins i tot nocturna.

## Reproducció
L'ocelot s'aparella generalment un cop per any, encara que la femella es pot aparellar de nou poc després de donar a llum. L'aparellament pot tenir lloc en qualsevol moment de l'any. El cicle estral té una durada que varia entre 7 i 10 dies. Després de l'aparellament, la femella cerca un cau en una cova, una escletxa a la roca, un forat d'un arbre o entre matolls densos (preferiblement espinosos). El període de gestació té una durada que va dels 79 als 82 dies, després dels quals la femella sol donar a llum només un gatet, el qual neix amb els ulls tancats i un pelatge prim. Les ventrades formades per dos o tres gatets també es poden produir, encara que són menys freqüents. El reduït nombre de cries d'una ventrada i el relativament infreqüent aparellament, fan que l'ocelot sigui particularment vulnerable a la pèrdua de població.
En comparació amb altres felins, els gatets d'ocelot creixen amb força lentitud. El pes de les cries en néixer es troba al voltant dels 250 grams. Entre el quinzè i divuitè dia obren els ulls, i comencen a sortir del cau als tres mesos, encara que segueixen amb la mare fins als dos anys, moment en el qual se'n separen per establir-se en el seu propi territori. Els ocelots viuen fins a 20 anys en captivitat.

## Mascotes

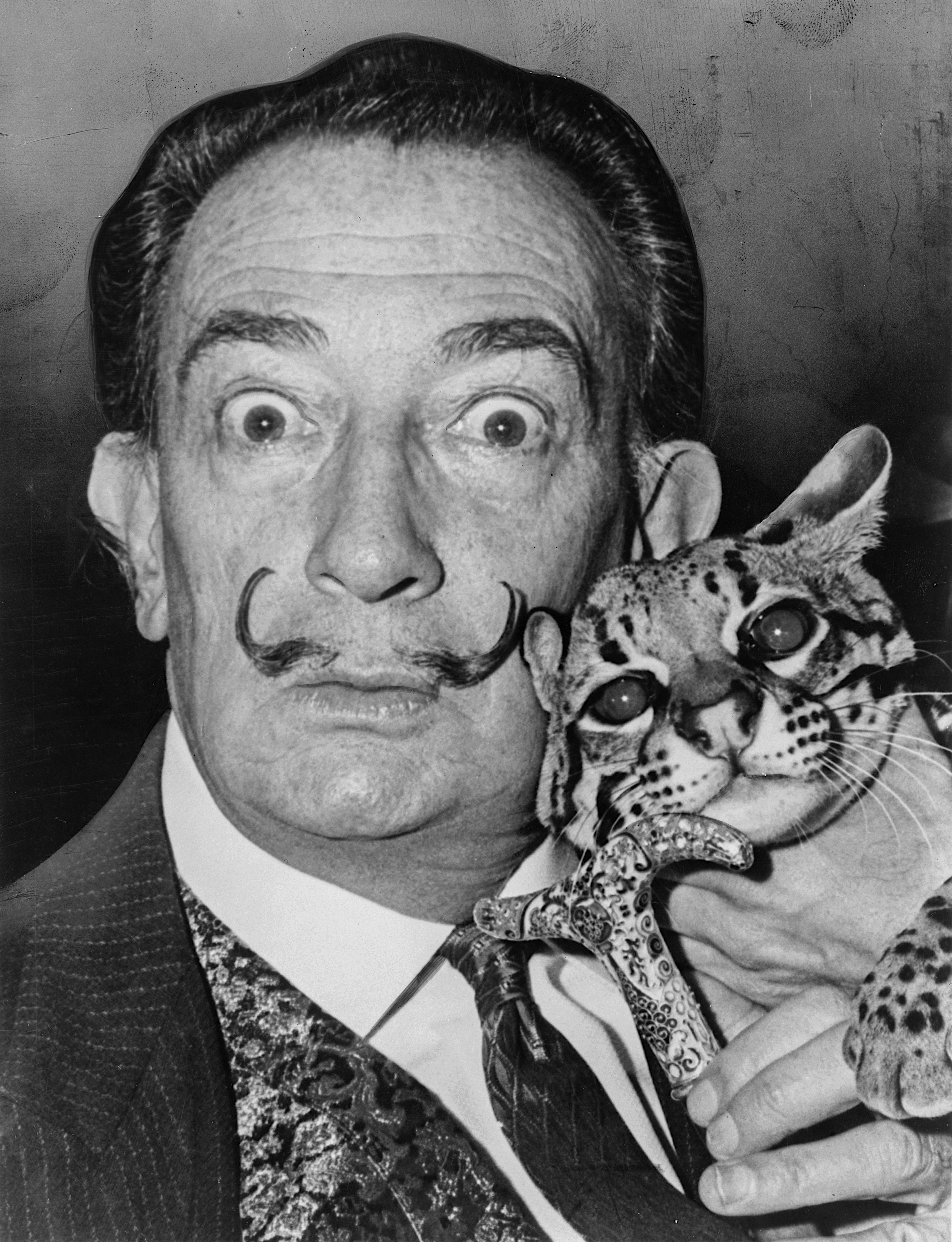
Salvador Dalí i Babou l'ocelot

Com molts felins salvatges, ocasionalment es fan servir com a animals de companyia. Salvador Dalí viatjava freqüentment amb Babou, el seu ocelot, fins i tot a bord del transatlàntic de luxe SS France. El músic de Gram Parsons tingué un ocelot com a animal de companyia a la part posterior de l'àrea de la piscina de la llar familiar a Winter Haven, Florida, on va viure durant la seva adolescència, a mitjan dècada de 1960.
El poble mochica de l'antic Perú adorava els animals i sovint representava l'ocelot en el seu art.

## Estat de conservació
L'ocelot té un aspecte similar al del gat domèstic. El seu pelatge és semblant al de la pantera nebulosa o el jaguar i per això fa un temps fou considerat especialment valuós. Com a resultat, centenars de milers d'ocelots foren morts per a obtenir-ne la pell i, per tant, fou classificat com a espècie amenaçada entre 1972 i 1996, si bé el 2008 ha estat classificada com en «risc mínim» dins la Llista Vermella de la UICN.

## Subespècies
Actualment hi ha unes 10 espècies reconegudes:
- Leopardus pardalis pardalis, al bosc plujós amazònic.
- Leopardus pardalis aequatorialis, a Amèrica central i nord dels Andes.
- Leopardus pardalis albescens, a Mèxic i sud-oest de Texas.
- Leopardus pardalis melanurus, a Veneçuela, Guiana, Trinitat, Barbados i Grenada.
- Leopardus pardalis mitis, a l'Argentina i el Paraguai.
- Leopardus pardalis nelsoni, a Mèxic.
- Leopardus pardalis pseudopardalis, a Colòmbia.
- Leopardus pardalis pusaeus, a l'Equador.
- Leopardus pardalis sonoriensis, a Mèxic.
- Leopardus pardalis steinbachi, a Bolívia.